# 무하마드 무스타파 메로
무하마드 무스타파 메로(محمد مصطفى ميرو‎ 1941년 ~ 2020년 12월 22일)는 시리아의 정치인이다.
다마스쿠스 근방의 알탈에서 태어났다. 다마스쿠스 대학교를 졸업했다.
2000년 하페즈 알아사드 대통령이 사망한 뒤인 3월 7일부터 2003년까지 시리아의 총리를 맡았다.
코로나19 범유행중인 2020년 12월 22일 코로나19로 사망했다.